# Ukrán Nemzeti Gárda
Az Ukrán Nemzeti Gárda (ukránul: Національна гвардія України, magyar átírásban: Nacionalna Hvargyija Ukrajini) rendvédelmi feladatokat ellátó ukrán félkatonai szervezet, amely Ukrajna Belügyminisztériumának alárendeltségébe tartozik.
A Nemzeti Gárda feladata békeidőben a terrorizmus elleni tevékenység és rendvédelmi feladatok ellátása, háborús helyzetben az Ukrán Fegyveres Erőkkel együttműködve részt vesz a védelmi tevékenységben. Békelétszáma legfeljebb 60 ezer fő. Az Ukrajna elleni 2022-es orosz invázió kezdetekor a szervezet létszáma 50 ezer fő volt.
1991-ben hozták létre a szovjet köztársasági belügyi csapatok alapjain. Önálló szervezetként, közvetlenül a belügyminiszter irányítása alatt működött, majd 2000-ben takarékossági okokból megszüntették. 2014-ben a kelet-ukrajnai orosz agresszió miatt önkéntes alapon újjászervezték a belügyminisztérium szervezetén belül, politikai és adminisztratív irányítását a belügyminiszter látja el. A Nemzeti Gárda tagjai között napjainkban hivatásos és sorállományú, valamint önkéntes katonák szolgálnak.
A hadiállapot bevezetésével az Ukrán Nemzeti Gárda operatív irányítását a konvojok és a diplomáciai képviseletek védelmét ellátó katonai egységek kivételével az Ukrán Fegyveres Erők főparancsnoka látja el.
Az Ukrán Nemzeti Gárda parancsnoka 2022 február 25. óta Jurij Lebigy (2022. január 27-től megbízott parancsnok).